# Réz Tamás
Réz Tamás (Miskolc, 1995. január 26. –) műsorvezető, a Magyar Nemzeti Cirkusz főkonferansziéja, vasúti jegyvizsgáló
A borsodi megyeszékhelyen töltötte fiatalkorát. A 42. számú Herman Ottó Általános Iskolában kezdte meg tanulmányait. 
Hatéves korában tanult meg zongorázni. Önképzését felsőtagozatos korában osztályfőnöke, Gutta Andrea segítette (magyar, ének szakos tanár). Általános Iskolás éveiben több zongoraversenyen is indult egyéni és négykezes kategóriában.
Az 1. számú Baross Gábor Közlekedési és Postaforgalmi Középiskolában folytatta tanulmányait közlekedési üzemvitel, vasútforgalmi szakon, majd később kommunikáció, média és marketing szakon folytatta tanulmányait. 
Tanulmányai végeztével a vasúti közlekedés biztonságával összefüggő munkakörök szigorú hatósági vizsgáit is megszerezte, aminek eredményeképpen például mozdonyt is vezethet. Szakmai képesítései közben szabadtéri rendezvényeken vezetett műsort. Miskolcon évről évre a Mobilitási hetek és az Autómentes Világnapok programsorozatainak lebonyolításáért felelt, melyek rendszeres házigazdája volt.  
Fiatalkorának egyik legmeghatározóbb helyszíne volt a Miskolci Nemzeti Színház, ahol népszerűsítő kampány keretein belül éveken keresztül iskolás osztályoknak tartott tárlatvezetést a színház vezető színművészeivel.
A  Richter család által vezetett Magyar Nemzeti Cirkusz főkonferanszié pozíciójára kérték fel 2016-ban. A társulat –  amely 1995-től turnézik Magyarországon – minden évben teljesen megújuló nemzetközi gálaműsorait konferálja. A társulatot 2019-ben BigTopLabel díjjal ismerték el, amivel Európa 3 legjobb cirkusza közé került be. 
Előadásai:
- 2016. Richter Nemzetközi Cirkuszfesztivál
- 2017. Világszámok a Porondon
- 2018. Aranybohóc a Porondon
- 2019. 25 éves Jubileumi Gálaműsor
- 2020. A Fesztivál Sztárjai
- 2021. The Show Must Go On
- 2022. Attrakció

• 2023. Szenzáció 
•2024. 30-éves Jubileum
2018-ban Monacóból, a 42. Monte-carlói Nemzetközi Cirkuszfesztiválról tudósított a Magyarországot képviselő Richter Csoportról. 
A MÁV-START Vasúti Személyszállító Zrt. vonatainak fedélzetén 2022-től hallható hangos utastájékoztatása. A 2022/2023. évi menetrendváltástól újabb vonalakon közlekedő motorvonatok és legújabb emeletes vonatok kapták meg a hangját.

## Forrás
- https://magyarnemzeticirkusz.hu/hu/program/production/30-22